# Eichhöhe (Pass)
Die Eichhöhe ist ein Pass im Schweizer Kanton Basel-Land in der Gemeinde Bretzwil zwischen Bretzwil und Reigoldswil. Die Passhöhe liegt auf einer Höhe von 686 m ü. M.